# Heinrich von Fleischhauer
Heinrich Fleischhauer, ab 1870 von Fleischhauer (* 8. Februar 1809 in Stuttgart; † 28. Dezember 1884 ebenda) war ein württembergischer Staatsbeamter und Leiter des württembergischen Medizinalwesens.

## Leben
Fleischhauer wurde 1809 als fünftes Kind und vierter Sohn des Konsistorialkanzlisten Johann Georg Fleischhauer (1775–1852) und dessen Ehefrau, der Pfarrerstochter Sophie Dorothee Magdalene Rößlin (1774–1837) geboren.
Er studierte Kameralwissenschaft an der Universität Tübingen und wurde 1833 mit dem Preis der Staatswissenschaftlichen Fakultät ausgezeichnet.  Nach Beendigung seiner Studien schlug er die Verwaltungslaufbahn ein und wurde 1839 Assessor bei der Regierung des Jagstkreises in Ellwangen, dann Oberamtsverweser des Oberamts Freudenstadt, 1841 Oberamtmann des Oberamts Gaildorf sowie 1848 ordentliches Mitglied der Ablösungskommission. Als Regierungsrat war er von August bis November 1849 Mitglied der Kommission für die Bereinigung des Gemeindeverbands. 1849 wurde er zur Oberregierung nach Stuttgart versetzt und 1861 zum Oberregierungsrat befördert. Im gleichen Jahr wurde er Vorstand der Zentralstelle für Landeskultursachen im Ministerium des Innern, 1865 Vorstand des Medizinalkollegiums, der Aufsichtskommission für die Staatskrankenanstalten und der Landgestüts-Kommission. Zudem gehörte er als nichtständiges Mitglied der Zentralstelle für Landwirtschaft an. 1871 wurde er zum Ersten Rat ernannt und erhielt Titel und Rang eines Präsidenten. Nach dem Tod des Ministers besorgte er 1872 die laufenden Geschäfte. 1878 trat er in den Ruhestand.
Fleischhauer starb 1884 in Stuttgart und fand seine letzte Ruhestätte auf dem dortigen Fangelsbachfriedhof.

## Familie
1843 heiratete Fleischhauer in Stuttgart Caroline Gaupp (1817–1884), eine Tochter des Oberkonsistorialrat Carl Christian Gaupp und dessen Ehefrau Friederike Caroline Sophie, geb. Wächter. Aus der Ehe gingen sechs Kinder hervor, die sämtlich in Stuttgart geboren wurden:
- Julie Sophie (* 15. August 1844)
- Emeline Karoline Sophie (* 30. Januar 1846; † 8. April 1896)
- Bertha Charlotte Wilhelmine (* 17. November 1847), verheiratet seit 1868 mit Robert Klaiber (1839-), Oberfinanzrat und Direktor der Stuttgarter Bank
- Sophie Friederike (* 26. November 1850)
- Karl Heinrich Wilhelm (* 15. September 1852), württembergischer Staatsminister
- Wilhelm Friedrich Adolf (* 25. November 1855, † 7. Februar 1912 in Kirchheim unter Teck), württembergischer Baurat, Regierungsbaumeister und Straßenbauinspektor in Calw

## Auszeichnungen
- Orden der Württembergischen Krone (1856), Kommentur 2. Klasse des Ordens der Württembergischen Krone (1870), verbunden mit der Erhebung in den persönlichen Adelsstand
- Kommentur 2. Klasse (1864), Kommentur 1. Klasse (1871) und Großkreuz des Friedrichs-Ordens (1878)
- Kommandeur 2. Klasse des Badischen Ordens vom Zähringer Löwen (1872)
- Österreichischer Orden der Eisernen Krone 3. Klasse
- Preußischer Roter Adlerorden 4. Klasse